# Hypenetes oldroydi
Hypenetes oldroydi là một loài ruồi trong họ Asilidae. Hypenetes oldroydi được Londt miêu tả năm 1985. Loài này phân bố ở vùng nhiệt đới châu Phi.